# Голям Магеланов облак
Големият Магеланов облак е неправилна галактика, намираща се между 161 000 и 170 000 светлинни години от Земята. Големият Магеланов облак се намира в съзвездията Златна рибка и Маса. По-внимателното изследване на централната част от Големия Магеланов облак показва струпване на звезди, което наподобява ивицата на пресечените спирални галактики. От нея излизат едва забележими „рогчета“, които може би са зачатъци на спирали, наблюдаващи се в класическите пресечени спирални галактики.
Млечният път има 59 сателитни галактики. Големият Магеланов облак е най-голямата от тях. Сателитна галактика е  по-малка придружаваща такава, която се движи по свързани орбити в рамките на гравитационния потенциал на по-масивната галактика гостоприемник. 
Някои учени смятат, че неправилната форма на Големия Магеланов облак се долавя на това, че Млечния път я „дърпа” с гравитацията си и я изкривява.
Човек с остро зрение, може да различи на нощния небосклон Големия Магеланов облак като малко светло петно, подобно на капка мляко. За първи път Големият Магеланов облак се описва през Х век от персийския астроном Абд-аль-Раман аль-Суфи в неговата „Книга за неподвижните звезди“.
От 60-те и 70-те години на миналия век астрономите наблюдават дълга следа от газ, започваща от Малкия и Големия Магеланов облак, видими в небето на Южното полукълбо. Тази пътека се нарича Магеланов поток. Газът в него и самите Магеланови облаци някой ден ще се сблъскат с нашия Млечен път. Астрономите предвиждат това да се случи след приблизително 2,4 милиарда години. 
Сблъсъците и сливанията между галактики създават нови звезди. Според презентация от 8 януари 2020 г., астрономите са открили млад звезден клъстер в покрайнините на Млечения път, близо до Магелановия поток. Клъстерът е в част от пространството, обитавано от най-старите звезди на нашата галактика. Учените съобщават, че звездите в този млад куп са направени от същия материал, от който и Магелановите облаци. 
Откритието предполага, че предстоящият сблъсък на нашия Млечен път с Магелановите облаци вече е започнал.